# チョ・スンウ
チョ・スンウ（조승우、1980年3月28日 - ）は、韓国出身の俳優。

## 略歴
檀国大学校卒業。2000年、映画『春香伝』で俳優デビュー。映画『ラブストーリー』では、ソン・イェジンと共演。
2005年の主演映画『マラソン』では知的障害者のマラソンランナーを演じ、韓国のアカデミー賞に当たる大鐘賞映画祭の主演男優賞を受賞した。
韓国での最高のキャストの一人と言われる『ジキル&ハイド』を日本でも公演した。兵役を終えた後、初ドラマとしてイ・ビョンフン監督による史劇ドラマ『馬医』にキャスティングされた。
主にミュージカルや舞台に活動している。
2017年の『秘密の森〜深い闇の向こうに〜』、2020年の『秘密の森2』では検事役のファン・シモク役を演じ、Netflixで世界各国で配信され、根強い人気がある。
2021年2月17日より放送の、JTBC10周年特別ドラマ『Sisyphus：the myth』（仮題/演出ジンヒョク、脚本イ・ジェイン　チョン・チャンホ）に出演する。共演者はパク・シネ、 ソン・ドンイル。
全16話。Netflixで配信予定。

## 出演作品

### 映画
| 年   | 題名                          | 役名             | 備考               |
| ---- | ----------------------------- | ---------------- | ------------------ |
| 2000 | 春香伝                        | イ・モンニョン   |                    |
| 2001 | 我美之夢 アミジモン           | アン・ジフン     | インターネット映画 |
| 2001 | ワニ&ジュナ ～揺れる想い～    | イ・ヨンミン     |                    |
| 2002 | フー・アー・ユー?             | チ・ヒョンテ     |                    |
| 2002 | 爆烈野球団!                   | 御者             | 特別出演           |
| 2002 | H ［エイチ］                  | シン・ヒョン     |                    |
| 2003 | ラブストーリー                | オ・ジュナ       |                    |
| 2004 | 下流人生                      | チェ・テウン     |                    |
| 2005 | マラソン                      | ユン・チョウォン |                    |
| 2006 | とかげの可愛い嘘              | チャ・ジョガン   |                    |
| 2006 | タチャ イカサマ師             | キム・ゴン(コニ) |                    |
| 2008 | GO GO 70s                     | イム・サンギュ   |                    |
| 2009 | 炎のように蝶のように          | ムミョン(ヨハン) |                    |
| 2011 | パーフェクトゲーム            | チェ・ドンウォン |                    |
| 2012 | 桃の木 シャム双子の悲しい物語 | チェ・サンヒョン |                    |
| 2015 | 暗殺                          | キム・ウォンボン | 特別出演           |
| 2015 | インサイダーズ/内部者たち     | ウ・ジャンフン   |                    |
| 2018 | 風水師 王の運命を決めた男     | パク・チェサン   |                    |

### テレビドラマ
| 年        | 局   | 題名                         | 役名               | 備考   |
| --------- | ---- | ---------------------------- | ------------------ | ------ |
| 2012-2013 | MBC  | 馬医                         | ペク・クァンヒョン |        |
| 2013      | MBC  | 秘宝の秘密                   | イ・サン           | 一幕劇 |
| 2014      | SBS  | 神様がくれた14日間           | キ・ドンチャン     |        |
| 2017      | tvN  | 秘密の森〜深い闇の向こうに〜 | ファン・シモク     |        |
| 2018      | JTBC | Life                         | ク・スンヒョ       |        |
| 2020      | tvN  | 秘密の森2                    | ファン・シモク     |        |
| 2021      | JTBC | シーシュポス: the myth       | ハン・テスル       |        |
| 2023      | JTBC | 離婚弁護士シン・ソンハン     | シン・ソンハン     |        |

### ミュージカル
| 年        | 題名                  | 役名                                      | 備考     |
| --------- | --------------------- | ----------------------------------------- | -------- |
| 2000      | 義兄弟                | こじき(ナレーター)                        |          |
| 2001      | 明成皇后              | 高宗                                      |          |
| 2001      | 地下鉄1号線           | ニュースボーイ                            |          |
| 2002      | 若きウェルテルの悩み  | ウェルテル                                |          |
| 2003      | カルメン              | ドン・ホセ                                |          |
| 2004-2005 | ジキル&ハイド         | ジキル / ハイド                           |          |
| 2005      | ヘドウィグ            | ヘドウィグ / トミー                       |          |
| 2006      | ジキル&ハイド         | ジキル / ハイド                           |          |
| 2006      | 地下鉄1号線           | ふりうり                                  | 特別出演 |
| 2007      | レント                | ロジャー・ディヴィス                      |          |
| 2007      | ヘドウィグ            | ヘドウィグ / トミー                       |          |
| 2007      | ラ・マンチャの男      | ミゲル・デ・セルバンテス / ドン・キホーテ |          |
| 2007      | ポンプ・ボーイズ      | 宅配運転手                                | 特別出演 |
| 2010-2011 | ジキル&ハイド         | ジキル / ハイド                           |          |
| 2011      | 地下鉄1号線           | 歌手                                      | 特別出演 |
| 2011      | 義兄弟                | こじき(ナレーター)                        | 特別出演 |
| 2011-2012 | ゾロ                  | ディエゴ / ゾロ                           |          |
| 2012      | ドクトル・ジバゴ      | ユーリー・ジバゴ                          |          |
| 2013      | ヘドウィグ            | ヘドウィグ / トミー                       |          |
| 2013-2014 | ラ・マンチャの男      | ミゲル・デ・セルバンテス / ドン・キホーテ |          |
| 2014      | ヘドウィグ            | ヘドウィグ / トミー                       |          |
| 2014-2015 | ジキル&ハイド         | ジキル / ハイド                           |          |
| 2015      | ラ・マンチャの男      | ミゲル・デ・セルバンテス / ドン・キホーテ |          |
| 2015-2016 | ウェルテル            | ウェルテル                                |          |
| 2016      | ヘドウィグ New Makeup | ヘドウィグ / トミー                       |          |
| 2016      | スウィーニー・トッド  | スウィーニー・トッド                      |          |
| 2018-2019 | ジキル&ハイド         | ジキル / ハイド                           |          |
| 2019-2020 | スウィーニー・トッド  | スウィーニー・トッド                      |          |
| 2021      | ラ・マンチャの男      | ミゲル・デ・セルバンテス / ドン・キホーテ | [ 9 ]    |
| 2021      | ヘドウィグ            | ヘドウィグ / トミー                       |          |
| 2023      | オペラ座の怪人        | ファントム                                |          |

## 受賞歴
2004年
- 第9回 Moscow International Love Film Festival　Best Couple Award （ラブストーリー）[10]
- 第10回 韓国ミュージカル大賞　主演男優賞 （ジキル&ハイド）[11]

2005年
- 第28回 黄金撮影賞　最優秀人気男優賞 （マラソン）
- 第41回 百想芸術大賞　映画部門 男子最優秀演技賞 （マラソン）
- 第42回 大鐘賞　人気賞 （マラソン）
- 第42回 大鐘賞　主演男優賞 （マラソン）
- 第６回 釜山映画評論家協会賞　主演男優賞 （マラソン）
- 第１回 プレミア ライジング スターアワーズ　主演男優賞 （マラソン）
- 第１4回 金鶏百花映画祭　海外部門 主演男優賞 （マラソン）
- 第26回 青龍映画賞　人気スター賞 （マラソン）
- 2005 韓國広告スポンサー大賞　今年の広告モデル賞[12]

2006年
- 第1回 Golden Ticket Awards　ミュージカル部門 男子俳優賞 （ジキル&ハイド）[13]
- 第２回 大韓民国大学映画祭　主演男優賞 （タチャ イカサマ師）

2007年
- 第8回 ニューポートビーチ映画祭　審査員賞 主演男優賞 （タチャ イカサマ師）[14]
- 第１回 大韓民国 映画演技大賞　主演男優賞 （タチャ イカサマ師）
- 第13回 韓国ミュージカル大賞　人気スター賞 （ラ・マンチャの男）

2008年
- 第3回 Golden Ticket Awards　ミュージカル部門 男子俳優賞 （ラ・マンチャの男）
- 第2回 ザ・ミュージカル・アワーズ　主演男優賞 （ラ・マンチャの男）

2011年
- 第5回 ザ・ミュージカル・アワーズ　主演男優賞 （ジキル&ハイド）

2012年
- 第7回 Golden Ticket Awards　ミュージカル部門 男子俳優賞 （ジキル&ハイド）[13]
- 第6回 ザ・ミュージカル・アワーズ　主演男優賞 （ドクトル・ジバゴ）
- 第3回 大韓民国大衆文化芸術賞　国務総理 表彰
- 2012 MBC演技大賞　特別企画の部門 男子最優秀演技賞 （馬医）
- 2012 MBC演技大賞　大賞 （馬医）

2013年
- 第19回 韓国ミュージカル大賞　人気スター賞 （ヘドウィグ）

2016年
- 第5回 Yegreen Musical Award　人気賞 （ウェルテル）

2018年
- 第54回 百想芸術大賞　テレビ部門 男子最優秀演技賞 （秘密の森〜深い闇の向こうに〜）

2024年
- 第8回 韓国ミュージカルアワーズ　主演男優賞 （オペラ座の怪人）[15]